# Ҿ
Ҿ ҿ – litera alfabetu abchaskiego, służąca do oznaczenia spółgłoski zwarto-szczelinowej retrofleksyjnej cz [ʈʂ]). Przypomina polskie pisane ę.

## Kodowanie
| Znak                   | Ҿ                                                    | Ҿ                                                    | ҿ                                                  | ҿ                                                  |
| ---------------------- | ---------------------------------------------------- | ---------------------------------------------------- | -------------------------------------------------- | -------------------------------------------------- |
| Nazwa w Unikodzie      | Cyrillic Capital Letter Abkhasian Che with Descender | Cyrillic Capital Letter Abkhasian Che with Descender | Cyrillic Small Letter Abkhasian Che with Descender | Cyrillic Small Letter Abkhasian Che with Descender |
| Kodowanie              | dziesiątkowo                                         | szesnastkowo                                         | dziesiątkowo                                       | szesnastkowo                                       |
| Unicode                | 1214                                                 | U+04BE                                               | 1215                                               | U+04BF                                             |
| UTF-8                  | 210 190                                              | d2 be                                                | 210 191                                            | d2 bf                                              |
| Odwołania znakowe SGML | &#1214;                                              | &#x04BE;                                             | &#1215;                                            | &#x04BF;                                           |